# 東船岡駅
東船岡駅（ひがしふなおかえき）は、宮城県柴田郡柴田町大字上名生にある阿武隈急行線の駅である。キャッチフレーズは、「桜と菊の名所」。

## 歴史
- 1968年（昭和43年）4月1日：国鉄丸森線の横橋駅（よこはしえき）として開業[1]。
- 1986年（昭和61年）7月1日：阿武隈急行に転換と同時に東船岡駅に改称、交換駅になる[1]。

## 駅構造
相対式ホーム2面2線の地上駅で、無人駅である。ホームには構内踏切が設置されている。
隣の槻木駅の阿武隈急行用ホームが1線しかないため、当駅での列車交換が設定されている。
駅に併設されたトイレは、阿武隈急行線の車両のカラーリングを模した造りとなっている。
一部時間帯で設定されている自転車の列車内持ち込み可能区間は福島駅から当駅までとなっている（折り畳み式自転車で収納バッグ利用時は槻木駅まで可能）。

## 利用状況
近年の乗車人員は以下の通りである（いずれも1日平均）。
| 乗車人員推移 | 乗車人員推移 |
| 年度         | 1日平均人数  |
| ------------ | ------------ |
| 1990         | 95           |
| 1991         | 101          |
| 1992         | 115          |
| 1993         | 133          |
| 1994         | 107          |
| 1995         | 114          |
| 1996         | 107          |
| 1997         | 103          |
| 1998         | 91           |
| 1999         | 98           |
| 2000         | 109          |
| 2001         | 114          |
| 2002         | 106          |
| 2003         | 100          |
| 2004         | 108          |
| 2005         | 122          |
| 2006         | 157          |
| 2007         | 161          |
| 2008         | 173          |
| 2009         | 188          |
| 2010         | 166          |
| 2011         | 136          |
| 2012         | 135          |
| 2013         | 159          |
| 2014         | 150          |
| 2015         | 159          |

## 駅周辺
- 柴田町立東船岡小学校
- 並松運動場
- ヨークベニマル 柴田店
- ザ・ビッグ 柴田店

## 隣の駅
阿武隈急行
■阿武隈急行線
岡駅 - 東船岡駅 - 槻木駅